# Мертенс, Лукас (пловец)
Лукас Мертенс (нем. Lukas Märtens, род. 27 декабря 2001, Магдебург) — немецкий пловец, олимпийский чемпион 2024 года на дистанции 400 метров вольным стилем, чемпион мира 2025 года, призёр чемпионатов мира, чемпион Европы 2022 года.

## Карьера
В 2021 году на Олимпийских играх в Токио принял участие в заплывах на 200, 400 и 1500 метров вольным стилем, где не смог преодолеть барьер предварительного раунда. В составе эстафетной команды Германии в эстафете 4 по 200 метров стал седьмым.
В июне 2022 года на чемпионате мира в Будапеште на дистанции 400 метров вольным стилем он завоевал серебряную медаль. Через год на чемпионате мира в Фукуоке на этой же дистанции стал третьим.
На чемпионате Европы 2022 года в Риме стал чемпионом на дистанции 400 метров вольным стилем, а также завоевал серебро на дистанции 800 метров вольным стилем.
В Дохе, на чемпионате мира 2024 года, завоевал бронзу на дистанции 400 метров вольным стилем.
В первый день плавательной программы летних Олимпийских игр 2024 на дистанции 400 метров вольным стилем завоевал золотую олимпийскую медаль с результатом 3:41,78, став первым в истории победителем из Германии в этой дисциплине (в 1988 году побеждал Уве Дасслер из ГДР).
В 2025 году на чемпионате мира в Сингапуре стал чемпионом на дистанции 400 метров вольным стилем и бронзовым призёром на дистанции 800 метров вольным стилем. 